# Circuit international d'Okayama
Le circuit international d'Okayama, aussi connu sous le nom de circuit TI Aida, est un circuit automobile de 3,7 km situé à Mimasaka, Préfecture d'Okayama, Japon. TI est l'abréviation de Tanaka International, la holding à l'origine de la construction du site. TI Aida est le premier nom officiel donné au circuit.
Il est construit en 1992 en tant que piste privée pour des clients fortunés, avant d'accueillir sa première course opposant d'anciens pilotes britanniques, ce qui explique les noms donnés aux différents virages tels que Hobbs et Attwood. 
En 1994 et 1995, le circuit accueille le Grand Prix automobile du Pacifique. Les deux éditions sont remportées par Michael Schumacher qui y remporte en 1995 son deuxième titre de champion du monde de Formule 1. L'organisation est ensuite abandonnée, principalement en raison de la situation reculée du circuit à l'intérieur du pays.
En mars 2003, le circuit est vendu par Tanaka International à Unimat. Le nouveau propriétaire rebaptise alors le 1er janvier 2005 le site qui devient circuit international d'Okayama.
Le 26 octobre 2008, le circuit accueille une manche du championnat asiatique de Formule V6 et du World Touring Car Championship. L'épreuve WTCC est la première course organisée par la Fédération internationale de l'automobile sur le site depuis 1995. La première manche du Super GT se déroule également sur ce circuit.